# Orthomorpha ambigua
Orthomorpha ambigua är en mångfotingart som beskrevs av Carl 1941. Orthomorpha ambigua ingår i släktet Orthomorpha och familjen orangeridubbelfotingar. Inga underarter finns listade i Catalogue of Life.